# Buçaco
Buçaco ist eine kleine Ortschaft in Portugal, in der Região Centro. Im Laufe seiner Geschichte wurde der Ort auch Buzaco, Buzzaco, und bis zur Rechtschreibreform von 1911 schließlich in der Form Bussaco geschrieben.

## Geschichte und Bedeutung
Als Buzaco wird die Gegend erstmals im 10. Jahrhundert vermerkt. Der Name geht vermutlich auf die Mönche des nahen Benediktinerklosters von Vacariça und den von ihnen gebrauchten Namen für eine hiesige Höhle zurück, die sie in Anlehnung an das römische Subiaco ebenfalls Subiaco oder Sublaco nannten. Das im 17. Jahrhundert errichtete Kloster Convento de Santa Cruz do Buçaco übernahm den Namen, der bereits für das umgebende Waldgebiet als Mata do Buçaco gebräuchlich war.
Am 27. September 1810 fand in der Nähe die Schlacht von Buçaco statt, bei der ein britisch-portugiesisches Heer unter General Wellington die französische Invasionsarmee unter Marschall Masséna besiegte.
Buçaco ist heute insbesondere für die Schlacht und für den hiesigen Gebirgszug der Serra do Buçaco bekannt. In der Folge wurde der Ortsname auch für andere Orte und Bauten in der Nähe zum namensgebenden Bezugspunkt, etwa das Palácio Hotel do Buçaco. Auch im regionalen Tourismusmarketing wird der Name verwendet.

## Verwaltung
Die kleine Ortschaft Buçaco gehört zur Gemeinde (Freguesia) von Luso im Kreis (Concelho) von Mealhada im Distrikt Aveiro.